# Municipio de Oil Creek (condado de Venango)
El municipio de Oil Creek (en inglés: Oilcreek Township) es un municipio ubicado en el condado de Venango en el estado estadounidense de Pensilvania. En el año 2000 tenía una población de 840 habitantes y una densidad poblacional de 14 personas por km².

## Geografía
El municipio de Oil Creek se encuentra ubicado en las coordenadas 41°35′04″N 79°36′40″O / 41.58444, -79.61111.

## Demografía
Según la Oficina del Censo en 2000 los ingresos medios por hogar en la localidad eran de $34,107 y los ingresos medios por familia eran $41,442. Los hombres tenían unos ingresos medios de $31,094 frente a los $22,188 para las mujeres. La renta per cápita para la localidad era de $16,166. Alrededor del 9,1% de la población estaban por debajo del umbral de pobreza.